# Myotomys unisulcatus
Myotomys unisulcatus és una espècie de mamífer rosegador de la família dels múrids. Viu a Namíbia i Sud-àfrica. El seu hàbitat natural són les zones de suculentes al Karoo, el Karoo Nama i els matollars de fynbos. És una espècie en risc mínim, és a dir, no sembla que hi hagi cap amenaça significativa per a la seva supervivència. Encara que molts científics inclouen les espècies de Myotomys en el gènere Otomys, les dades genètiques indiquen que ocupen una posició intermèdia entre Otomys i Parotomys, més propera a aquest últim.